# 믐
믐(Mum)은 한국에서 제작된 남종기 감독의 2004년 애니메이션 영화이다. 여운복 등이 주연으로 출연하였다.

## 출연

### 주연
- 여운복

## 제작진
- 조명: 조기현
- 음향: 안복남